# Castell de Sonnenstein

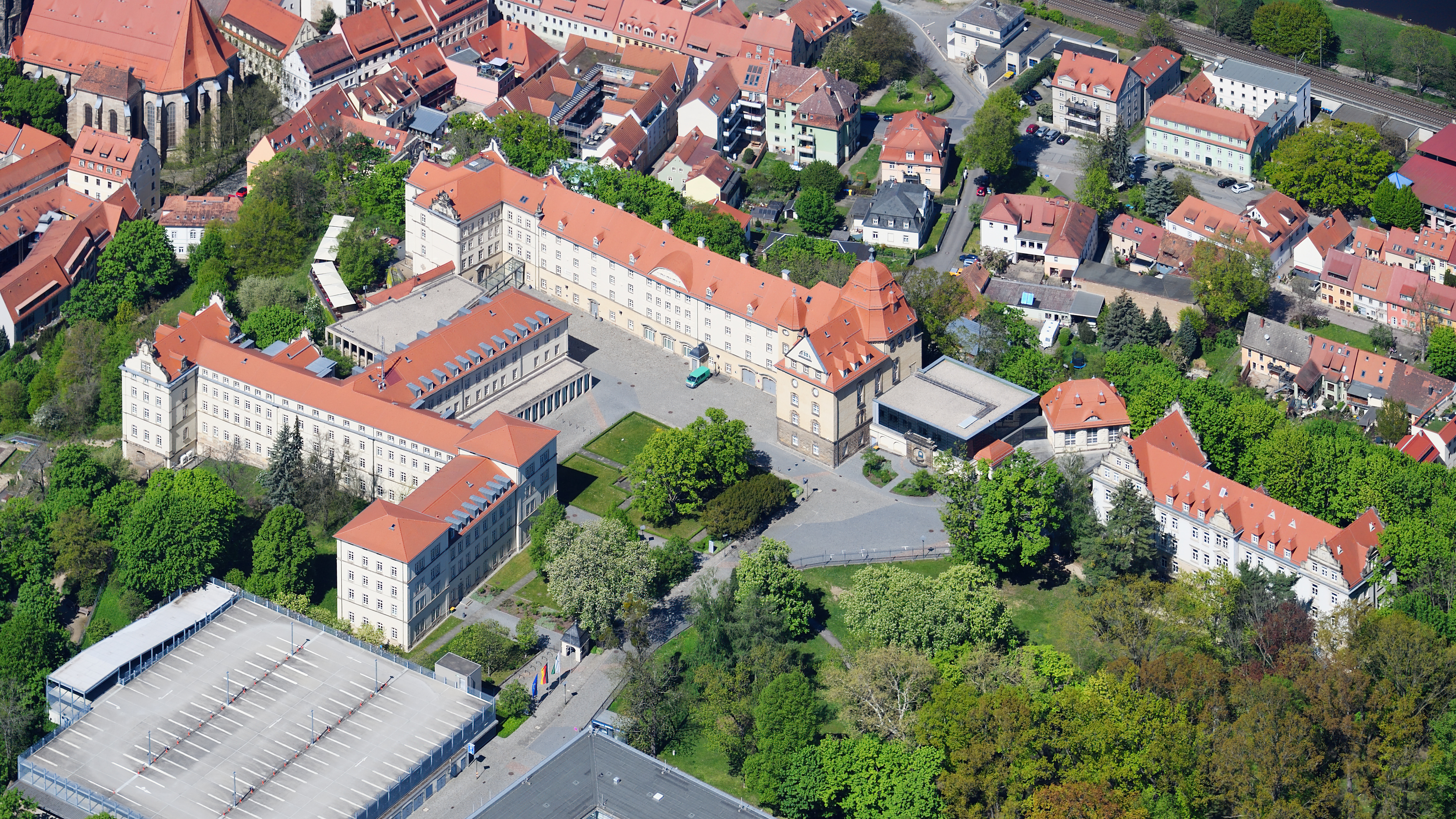
Vista aèria del complex

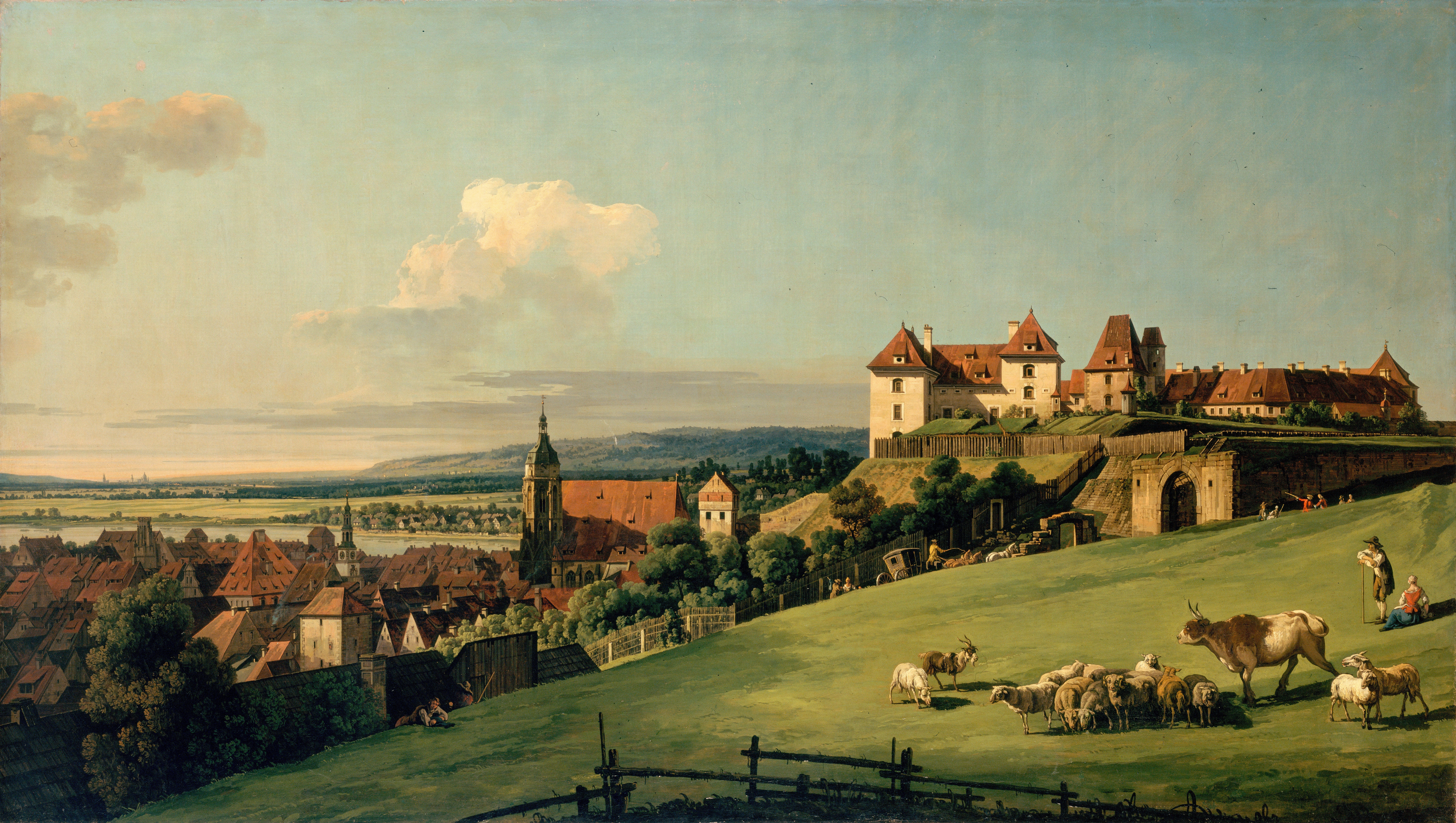
El castell i Pirna pintat per Canaletto el 1750

El castell de Sonnenstein és un castell situat sobre el riu Elba, al barri de Sonnenstein de Pirna, Alemanya.
Construït el 1460 on anteriorment hi havia hagut un castell medieval, allotjà un hospital psiquiàtric des del 1811 fins al final de la Segona Guerra Mundial, el 1945. Durant la guerra funcionà com a centre d'extermini per al programa nazi Aktion T4.
Des del 2011 és la seu administrativa del districte Sächsische Schweiz-Osterzgebirge (Suïssa Saxona-Muntanyes Metal·líferes oriental).